# Jatropha peiranoi
Jatropha peiranoi är en törelväxtart som beskrevs av Alicia Lourteig och O'donnell. Jatropha peiranoi ingår i släktet Jatropha och familjen törelväxter. Inga underarter finns listade i Catalogue of Life.